# Муньос, Мануэль (футболист)
Мануэ́ль Хе́сус Му́ньос Му́ньос (исп. Manuel Jesús Muñoz Muñoz; 28 апреля 1928, Токопилья, Антофагаста — 17 декабря 2022, Арика) — чилийский футболист и футбольный тренер, игравший на позиции нападающего, участник чемпионата мира (1950).

## Биография

### Клубная карьера
Муньос большую часть карьеры играл за «Коло-Коло», отыграв за него 10 сезонов. В составе этой команды Муньос выиграл в составе этой команды два чемпионских титула 1953 и 1956 годов, а также Кубок страны 1958 года. Муньос забил в официальных матчах за «Коло-Коло» 111 голов, благодаря чему он входит в десятку лучших бомбардиров клуба за всю его историю.
В 1959 году Муньос стал игроком клуба «Артуро Фернандес Виаль», в котором играл в течение одного сезона. Его последним клубом в карьере стал «Аудакс Итальяно», в котором Муньос в 1960 году завершил карьеру.

### Карьера в сборной
В составе сборной Чили Муньос принимал участие на чемпионате мира 1950 года, где сыграл в двух матчах группового этапа со сборными Англии и Испании; оба матча завершились поражениями чилийцев со счётом 2:0.
Муньос принимал участие на чемпионате Южной Америки 1955 года и чемпионате Южной Америки 1956 года, на которых чилийцы завоевали серебряные медали. Всего за сборную Чили сыграл 26 матчей, в которых забил 8 голов.

### Тренерская карьера
Муньос работал спортивным директором клуба «Ферробадминтон», а также работал главным тренером клуба «Сан-Маркос де Арика» (1978, 1980, 1986—1987).

### Смерть
Скончался 17 декабря 2022 года в Арике в возрасте 94 лет из-за проблем со здоровьем.

## Достижения
«Коло-Коло»
- Чемпион Чили (2): 1953, 1956
- Обладатель Кубка Чили (1): 1958